# بندوايا
بندوايا هي قرية مسيحية تقع شمال العراق في محافظة نينوى وتتبع ناحية ألقوش وتقع غرب القوش وتبعد عنها حوالي 5 كلم، اغلب سكانها من المسيحيين وأكثرهم من الكلدان ألذين يعود أصلهم إلى ألقوش و تللسقف مع وجود الاشوريين وكذلك يوجد بعض العوائل العربية المسلمة فيها التي هي من قرية بدرية، ويمر من هذه القرية نهر بندوايا وألذي ينبع من عين تقع في جبل بيخير ويروي المزراع في تلك القرية، وتعد هذه القرية مركزا لجذب السواح وخاصتا من العوائل المسيحية في العراق.